# Дніпровокам'янка
Дніпровока́м'янка — село в Україні, у Кам'янському районі Дніпропетровської області. Населення за переписом 2001 року складало 589 осіб. Входить до складу Верхньодніпровської міської громади.

## Географія
Село Дніпровокам'янка знаходиться на правому березі Кам'янського водосховища, у місці впадання в нього річки Омельник, вище за течією примикає село Калужине, нижче за течією примикає село Суслівка.

## Археологічні розвідки
2005 року експедицією Миколи Теліженка знайдено Дніпровокам'янський скарб кам'яних ливарних форм бронзової доби.

## Історія
У 1754-59 й 1761-64 під назвою Омельницька Кам'янка входило до складу Новослобідського козацького полку.
За даними на 1859 рік у казенному селі Верхньодніпровського повіту Катеринославської губернії існувало 271 дворове господарство, у яких мешкало 1760 осіб (850 чоловічої статі та 870 — жіночої), існувала православна церква.
Станом на 1886 рік в селі Мишуринорізької волості мешкала 2001 особа, налічувалось 435 дворових господарств, існували православна церква, школа та 2 лавки, 2 щорічних ярмарки.
1896 року побудовано кам'яну однопридільну Миколаївську церкву.
За переписом 1897 року кількість мешканців зросла до 2991 особи (1493 чоловічої статі та 1498 — жіночої), з яких 2959 — православної віри.
У 1908 році кількість мешканців становила 4147 осіб (2315 чоловіків та 1832 жінок), налічувалось 733 дворових господарства.
Під час організованого радянською владою Голодомору 1932—1933 років померло щонайменше 26 жителів села.

## Населення

### Мова
Розподіл населення за рідною мовою за даними перепису 2001 року:
| Мова            | Відсоток |
| --------------- | -------- |
| українська      | 94,7 %   |
| російська       | 4,6 %    |
| інші/не вказали | 0,7 %    |

## Економіка
- ПП «Яцина».

## Об'єкти соціальної сфери
- Школа.
- Дитячий садочок.
- Клуб.
- Фельдшерсько-акушерський пункт.

## Відомі люди
У селі височить хрест на могилі козака Мартюка, учасника Полтавської битви (1709), а потім переправи через Дніпро разом з гетьманом Іваном Мазепою і королем Карлом XII. На могилі похованого на кургані козака його онук встановив згодом кам'яний хрест. Йому майже триста років. З могили видно Мазепин острів.
У селі народився український художник Потапенко Андрій Ілліч. Крім того, село знане завдяки герою визвольної війни 1917-1921 рр. Спиридону Тропку. Цей чоловік народився у 1895 році в селі Дніпровокам'янка. Добровольцем вступив до Армії УНР. В ранзі козака брав участь у бойових діях за самостійну Україну. Під час вуличних боїв за Катеринослав загинув у бою з махновцями (16 грудня 1918 року). Похований у рідному селі на сільському кладовищі. У 2013 році, коштом Благодійного фонду «Героїка» на могилі бійця було встановлено петлюрівського хреста — традиційний пам'ятник воїнів Армії УНР.
У селі жила унікальна людина, український патріот Василь Артемович Сідак (1925 — 2025) , народжений 1925 року, який протягом усього життя збирав скарби рідної землі. З його колекціями добре знайомі учні шкіл усього району. Це він зберіг пам'ять про козака Мартюка і про похованого в селі наприкінці 1918 року українського гайдамаку.